# Legile lui Faraday ale electrolizei

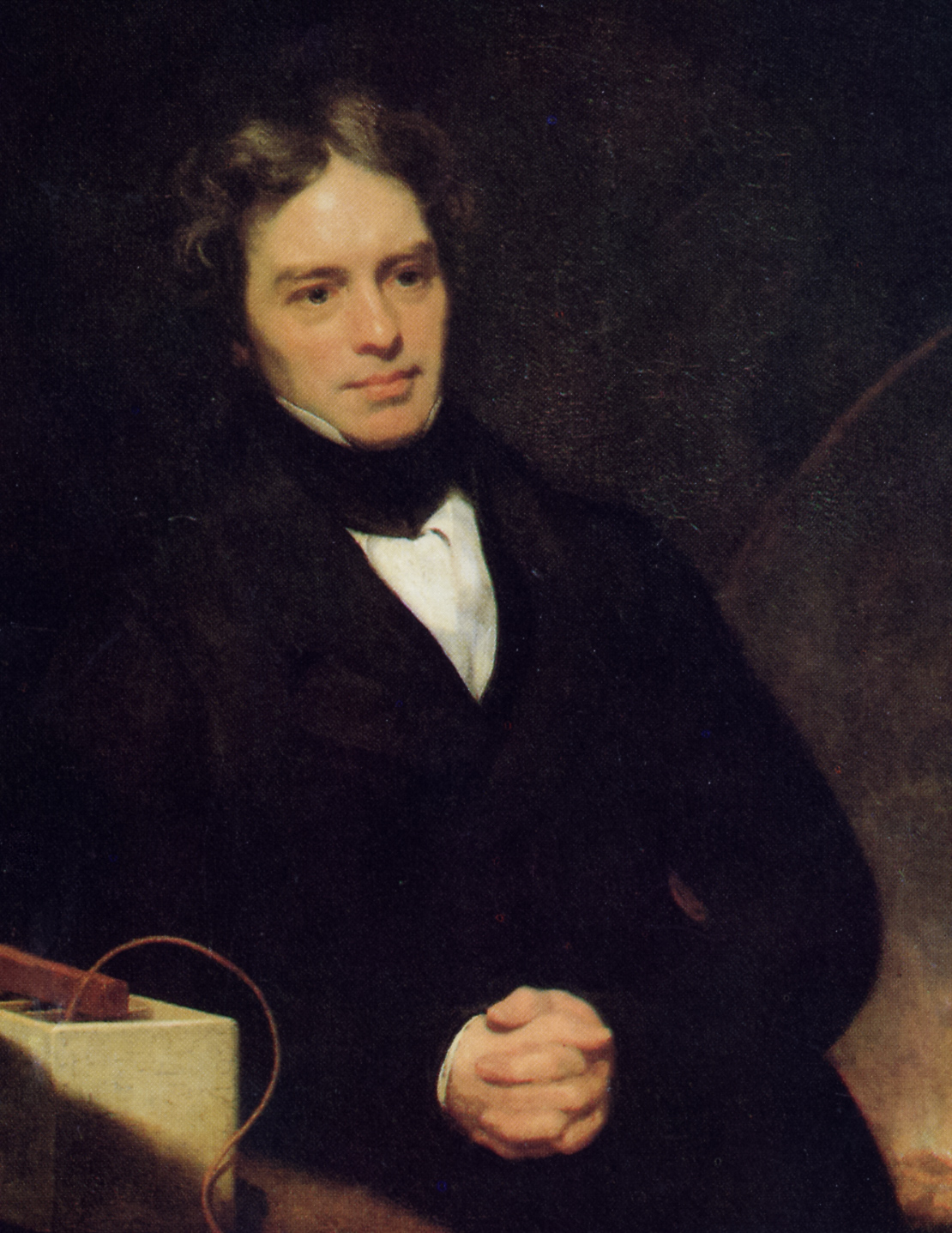
Michael Faraday.

Legile lui Faraday ale electrolizei sunt descrieri cantitative ale electrolizei și au fost publicate de către Michael Faraday în 1834.

## Formulare matematică
Legile lui Faraday pot fi restrânse la forma:
{\displaystyle m\ =\ \left({Q \over F}\right)\left({M \over z}\right)}
unde:
- m este masa de substanță pusă în libertate la un electrod în grame
- Q este sarcina electrică totală ce trece prin substanță, în coulombi
- F = 96500 C/mol este constanta lui Faraday
- M este masa molară a substanței, în g/mol
- z este numărul de valență a ionilor substanței (electroni transferați per ion).

Pentru prima lege a lui Faraday, M, F și z sunt constante, așadar cu cât crește valoarea lui Q, cu atât crește valoarea lui m.
Pentru a doua lege a lui Faraday, Q, F și z sunt constante, așadar cu cât crește valoarea lui M/z (masa echivalentă), cu atât crește valoarea lui m.

### În funcție de curent
În cazul simplificat al unei electrolize realizate în curent electric constant, {\displaystyle Q=It} ceea ce duce la:
{\displaystyle m\ =\ \left({It \over F}\right)\left({M \over z}\right)}
și la:
{\displaystyle n\ =\ \left({It \over F}\right)\left({1 \over z}\right)}
unde:
- n este cantitatea de substanță sau numărul de moli puși în libertate n  = m/M
- t este timpul total în care a fost aplicat curentul constant.

În cazul mai complicat al unui curent electric variabil, sarcina totală Q este egală cu integrala (de la timpul 0 până la final) curentului electric I({\displaystyle \tau }) față de timpul {\displaystyle \tau }:
{\displaystyle Q=\int _{0}^{t}I(\tau )\ d\tau }
Aici t reprezintă timpul total de electroliză.